# オヒルギ
オヒルギ（雄蛭木、雄漂木、学名：Bruguiera gymnorhiza）はヒルギ科オヒルギ属のマングローブ樹種のひとつ。別名アカバナヒルギ（赤花蛭木、赤花漂木）。

## 特徴

### 形態
常緑広葉樹の高木。樹高は最高で25メートル (m) ほどになり、日本国内では樹高10 mまで成長する。幹は直立し、樹皮には皮目ができる。
葉は対生で、長さ10センチメートル (cm) 程度の長楕円形で厚みがあり、先端は尖り、基部はくさび型。葉は濃緑色であるが、葉柄は紫色を帯びた紅色である。根は支柱根は短く少ないが、呼吸根は屈曲膝根と呼ばれ、湾曲し人の膝のように見える根がぼこぼこと泥中から多数出ている光景がみられる。大型個体になると根本が板根状となる。
花期は晩春から夏（日本では5 - 6月）。葉腋に単生し、直径3 cm程度の花をつける。この花のうち、よく目立つ部分は萼（萼筒）であり、形状は筒状、赤色で、厚く、真っ直ぐに突き出し、先端はやや内向きに抱える。また、先端が8 - 12枚程度に裂け、櫛の歯状になる。このように萼片が赤く色づき目立つことが別名アカバナヒルギの由来となっている。花弁は萼筒の中にあるためあまり目立たなく、淡黄緑色で、先端は萼筒と同様に8 - 12枚程度に裂ける。雄蕊は20個程度で、子房下位。花には甘みの強い蜜がある ことから、小型の鳥類が多く近寄る。
マングローブの特徴の一つでもある胎生種子を作り、種子が樹上で発芽し、幼根をある程度伸ばすと地上に落下する（胎生芽という）。果実は赤い萼の内側で成熟し、外見的には確認しがたい。やがて顎筒の内側から根が長く伸び、20 cm以上の棒状となり、緑色から淡黄色である。メヒルギのそれより太く、先端に向けて次第に細くなる様子は、まっすぐなバナナといったところ。胎生種子の生産のピークは9月であり、やがて顎の内側から先端の芽ごと抜け落ち、下が潮の干満がある軟らかい泥ならば、そこに刺さてそのまま生長を続けるが、多くは海流散布により分布を広げる。
染色体数はn=18。

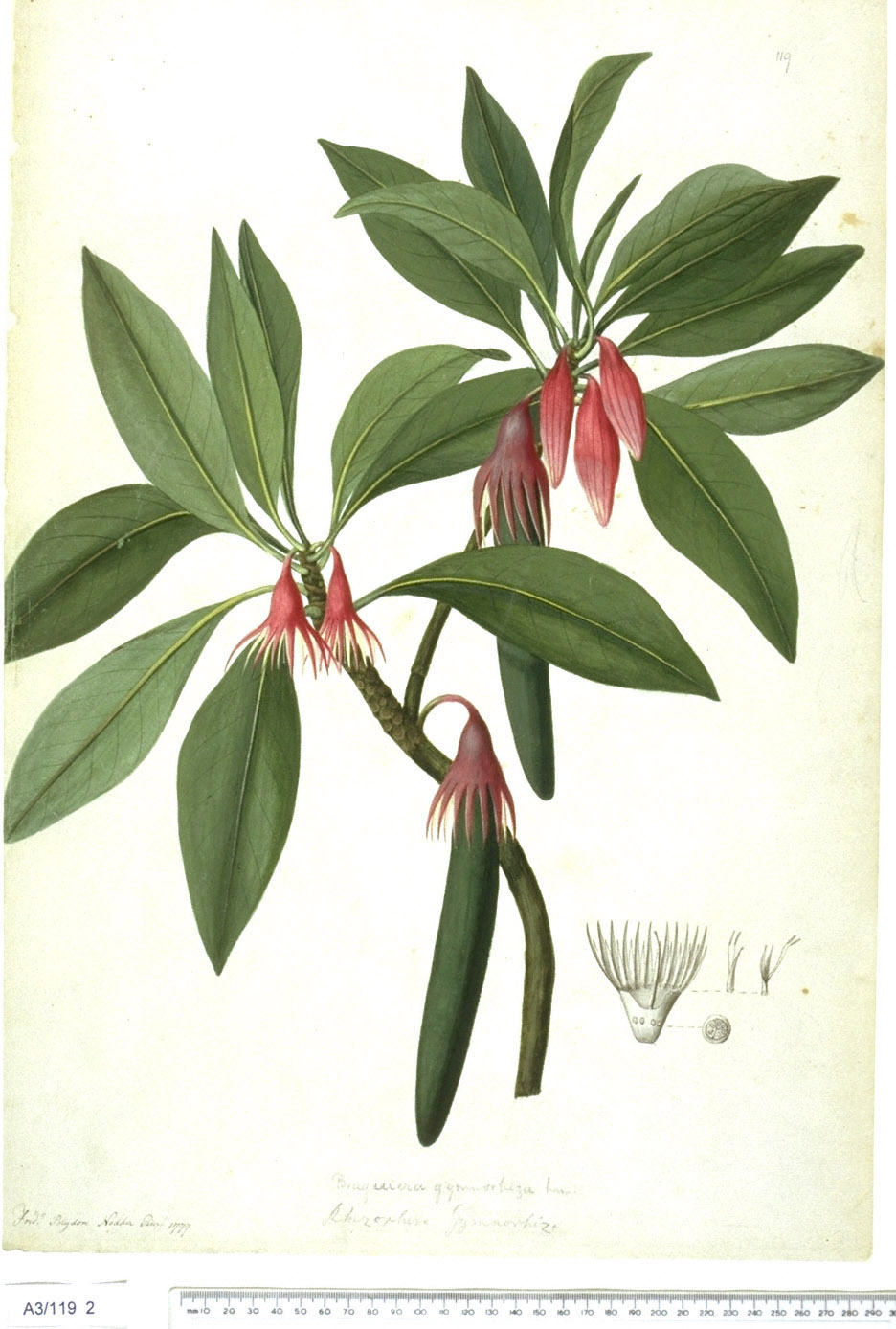
フレデリック・P・ノッダーのイラスト キュウリのような胎生種子が確認できる
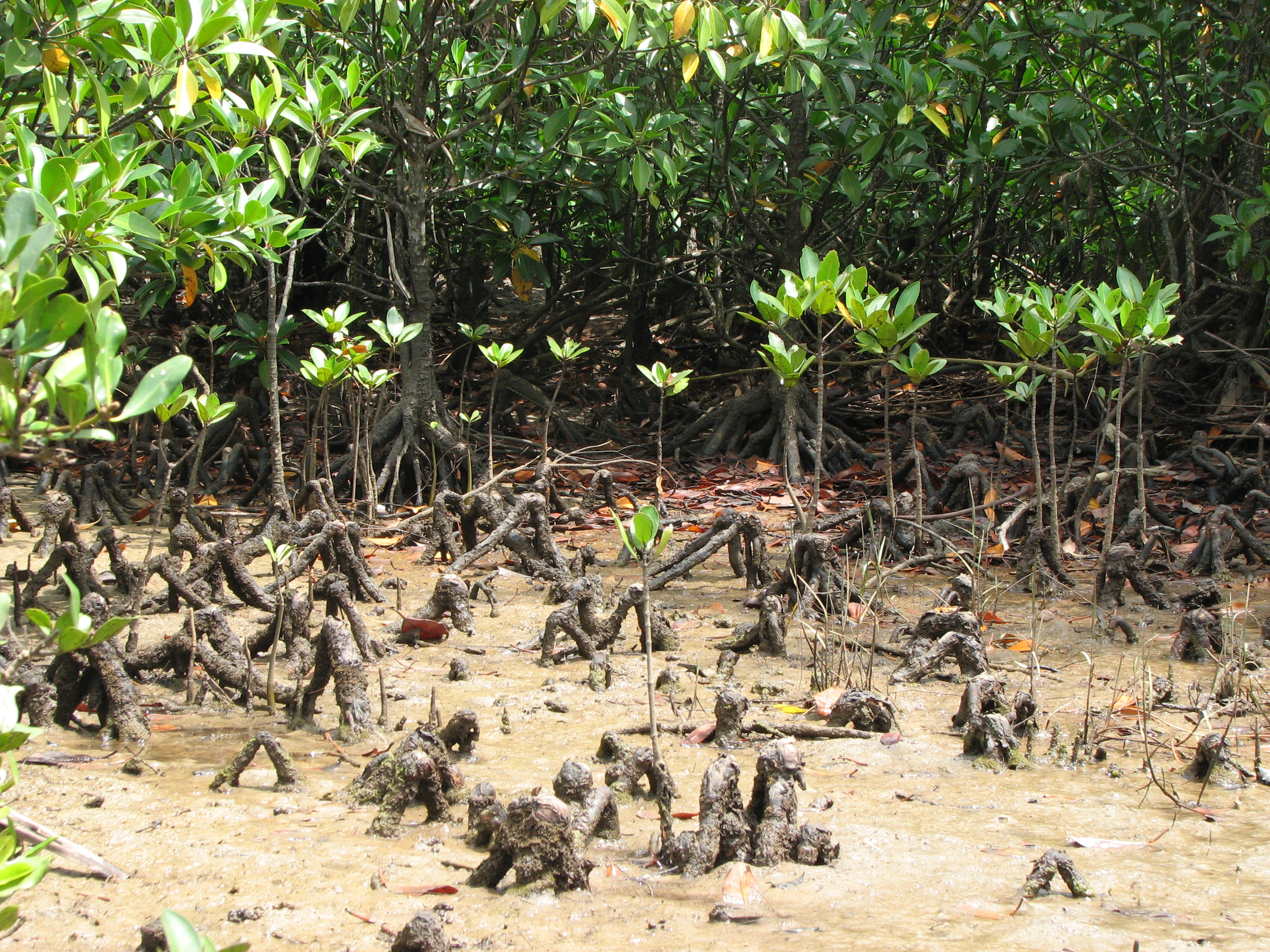
オヒルギの呼吸根（膝根） （西表島・浦内）
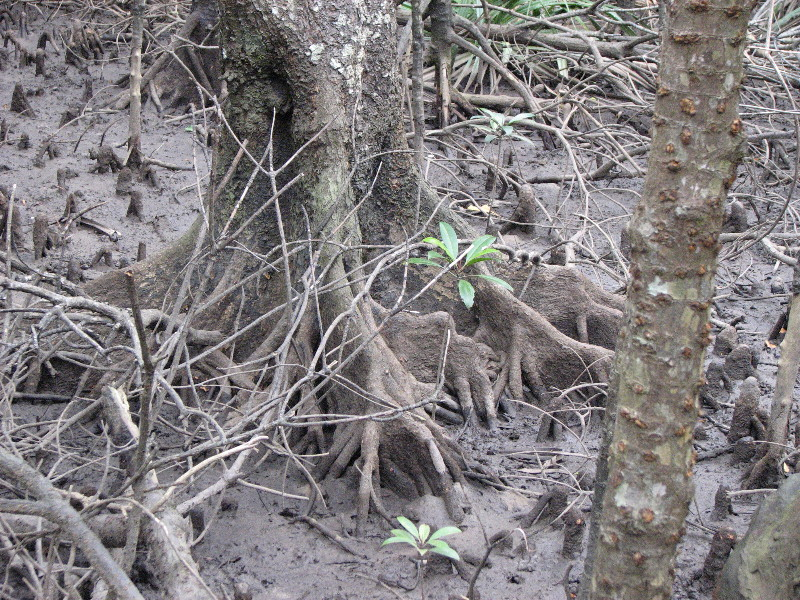
オヒルギの呼吸根。大型樹木は板根状となる
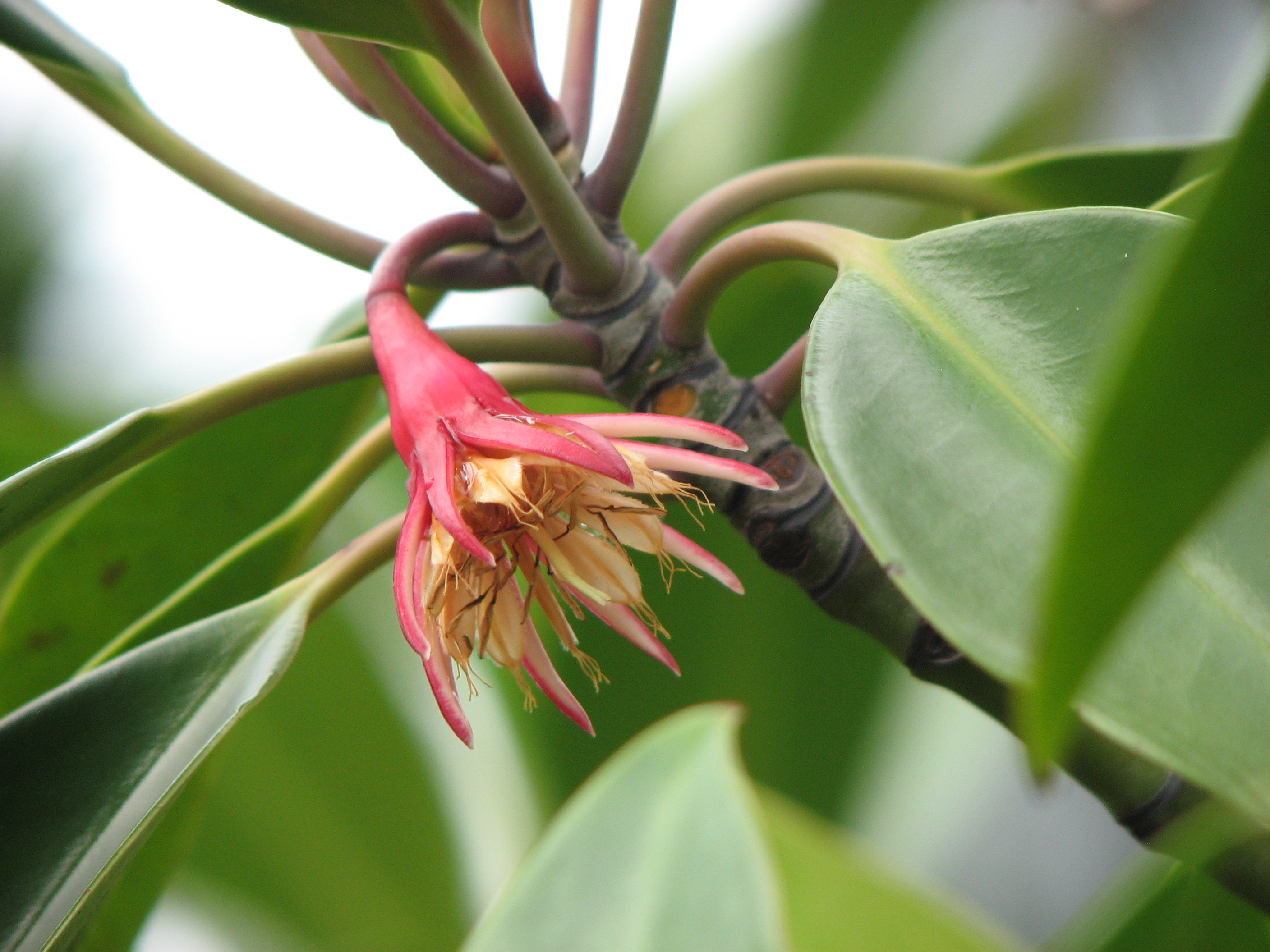
オヒルギの花 （西表島・浦内）

### 生態及び生育環境
熱帯および一部の亜熱帯の河口干潟など、汽水域の泥中に生育し、マングローブを形成する。日本のマングローブの帯状分布ではメヒルギやヤエヤマヒルギの内側に群落を作り、もっとも背が高くなる。その内陸側はほぼ陸に接続する。

## 分類

### 学名について
文献などに用いられている学名にはB. gymno r hiza（小種名にrが1つ）とB. gymno rr hiza（小種名にrが2つ）の2つあり、ゆらぎがあるため論争となっている。歴史的経緯より前者に正当性があり、IPNI（The International Plant Name Index） でもB. gymno r hiza（rが1つ）の方で登録されている。一方、日本の植物の和名学名のリストを提供する「BG Plants 和名−学名インデックス」（YList）においては、Bruguiera gymnorhiza（小種名にrが1つ）が登録されており、日本国内で発行されている図鑑類ではrrが2つのものを使用しているケースが多い。

### 種内分類
- var. nana Hatusima 1994 チャボオヒルギ（チャボヒルギ） - 初島ら[9] は、沖縄本島に分布し、オヒルギに比べて各部の形態が著しく小さいとしているが、島袋[10] はオヒルギのシノニムとしている。

## 分布
東アフリカから中国南部、東南アジア、オーストラリア、ポリネシアなど、太平洋からインド洋の熱帯地域に広く分布する。日本では奄美大島以南の南西諸島（奄美大島、徳之島、久米島、南大東島、宮古諸島、八重山諸島）に分布する。奄美大島が分布の北限である。

### 日本における生育地
奄美大島笠利町を北限とし、南西諸島の河口干潟に広くマングローブ林を構成する。琉球諸島ではヒルギ科三種（オヒルギ、メヒルギ、ヤエヤマヒルギ）のうちでもっとも内陸側に生育し、背が高くなる種である
。
奄美大島では分布地点は少ないが、奄美市住用地区において大きな集団を形成している。
徳之島では過去に記録はあるが、現在では分布を確認できない。
沖縄本島では、島北部の東村・金武町等の河口干潟に広く分布している。また島南部の漫湖にも植栽されたものが定着し、繁殖している。
南大東島では、汽水域の河口干潟ではなく、淡水の閉鎖水域（大池）に生育しており、その貴重さから国の天然記念物に指定されている。
八重山諸島にも多く分布し、石垣島の宮良川や西表島の仲間川などの河川河口部では大規模なマングローブ林となっている。

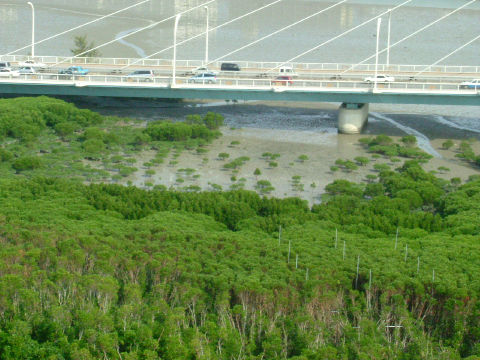
沖縄本島・漫湖のマングローブ林
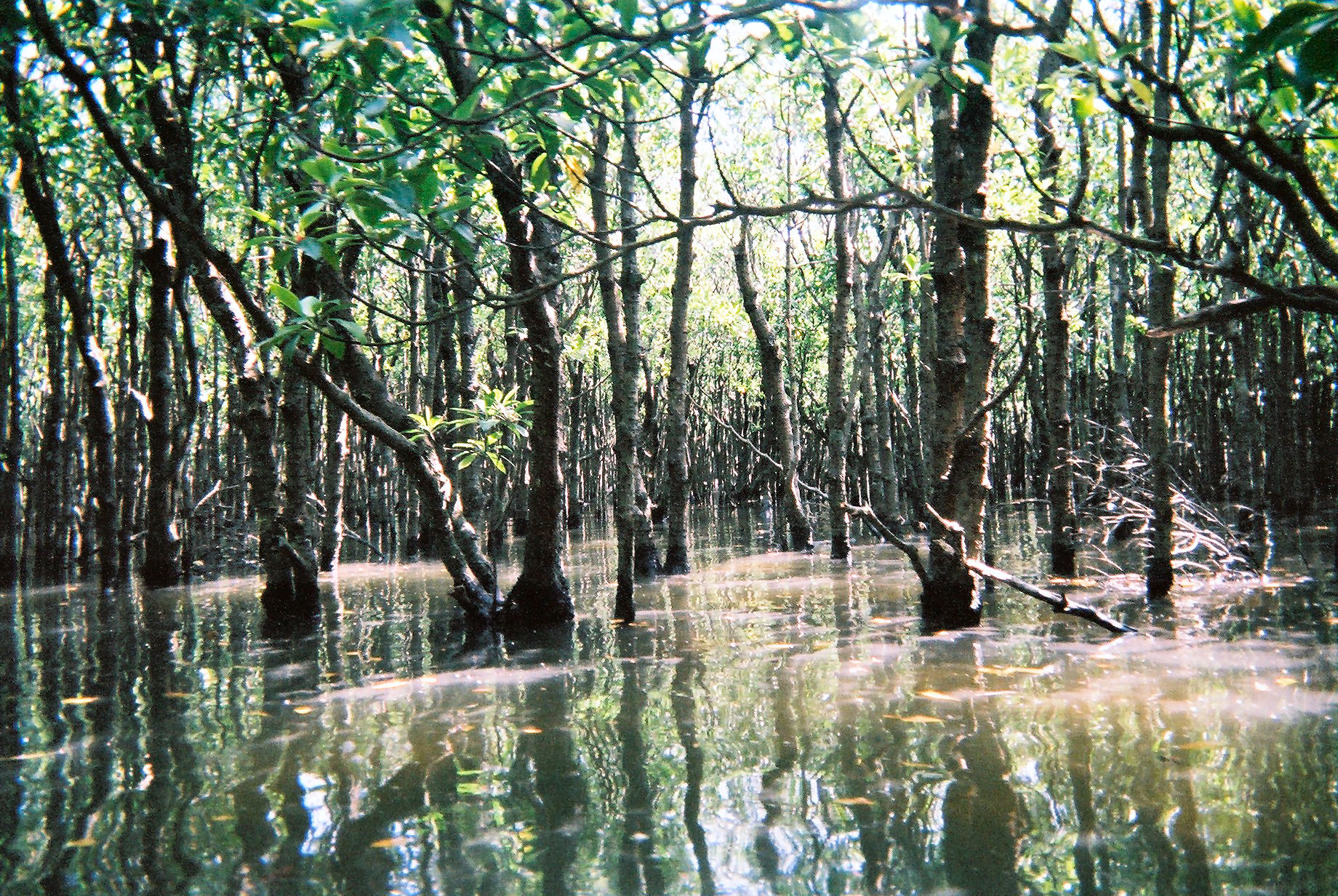
西表島のオヒルギ群落
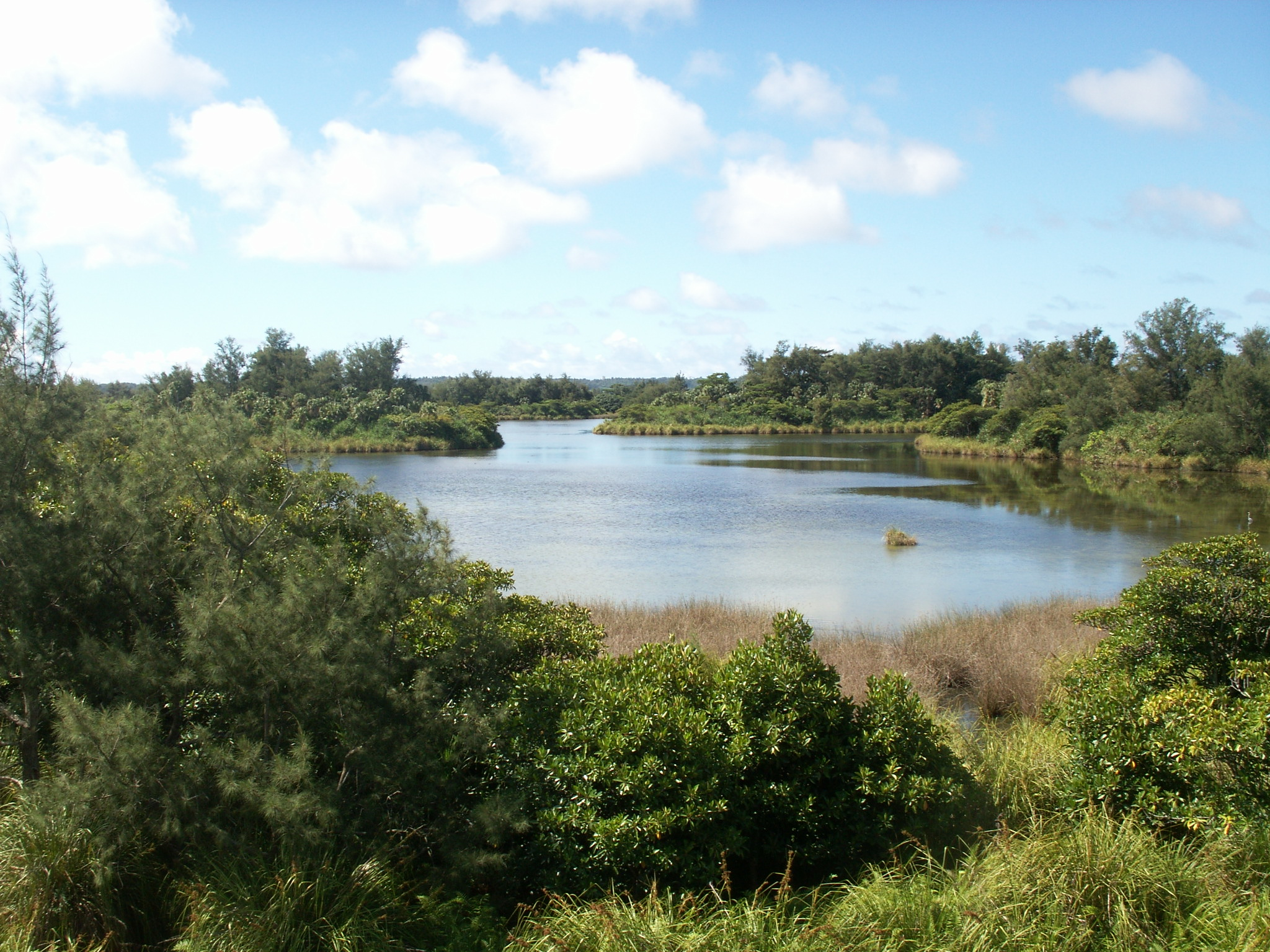
南大東島・大池

## 利用
樹皮はタンニンを多く含み、染料として利用される。また、養蜂の採蜜対象や木炭の原料、建材や杭などに利用される。

## 保護上の位置づけ
- 種として
  - 鹿児島県版レッドデータブックに絶滅危惧II類で掲載されている。
- 地域として
  - 日本国指定の天然記念物
    - 「慶佐次湾のヒルギ林」（沖縄県国頭郡東村） - ヒルギダマシ、メヒルギなどとともにオヒルギが自生。
    - 「大池のオヒルギ群落」（沖縄県南大東村） - 陸封された池にオヒルギが自生する貴重な場所。
    - 「宮良川のヒルギ林」（沖縄県石垣市） - ヤエヤマヒルギやメヒルギなどとともにオヒルギが自生。
    - 「星立天然保護区域」（沖縄県八重山郡竹富町） - 西表島北西部の浦内川河口部に大規模なマングローブ林が分布。
    - 「仲間川天然保護区域」（沖縄県八重山郡竹富町） - 西表島南東部の仲間川河口部に大規模なマングローブ林が分布。

  - 日本の重要湿地500
    - 「東村の慶佐次マングローブと流入河川」（沖縄県国頭郡東村）や「漫湖」（沖縄県那覇市・豊見城市）等のオヒルギの分布地が指定。